# Fynsgade
Fynsgade i Aarhus er ligesom Falstersgade anlagt ad to gange. Det første gadestykke - strækningen fra Høegh-Guldbergs Gade - anlagdes i 1886 på et område, der oprindeligt var udlagt til fattighaver.
En del af fattighaverne - arealet mellem Fynsgade og Kaserneboulevarden - forblev ubebygget helt frem til 1935. På arealerne blev der i årene 1935-37 opført en 5½ etages randbebyggelse efter en samlet bebyggelsesplan. Bygningerne, som er relativt ensartede, danner en delvis lukket karrébebyggelse omkranset af gaderne Fynsgade, Ny Munkegade, Kaserneboulevarden og Høegh-Guldbergs Gade. Karréen - kaldet Bakkegården - blev tegnet af arkitekten Peder Møller for en række forskellige bygherrer.
Byrådet vedtog i 1891 gadens navn. Dernæst, nemlig i 1897, fulgte etableringen af en linjeføring for gadens forløb fra Falstersgade til Ny Munkegade.